# L'ira di Naar
(Lord Rimoah verso Lupo Solitario, paragrafo 160)
L'ira di Naar (titolo originale The Curse of Naar) è un librogame dello scrittore inglese Joe Dever, pubblicato nel 1993 a Londra dalla Red Fox Children's Books e tradotto in numerose lingue del mondo. È il ventesimo dei volumi pubblicati della saga Lupo Solitario. La prima edizione italiana, del 1994, fu a cura della Edizioni EL.

## Trama
Dopo essere sfuggito dal Pianeta della Tenebre, grazie al sacrificio di Alyss, Lupo Solitario fa ritorno a casa. Ma un nuovo pericolo incombe sul futuro dell'intero Magnamund: la Pietra di Luna è rimasta nel regno di Naar, anche se la creatura enigmatica di nome Alyss la sta proteggendo.
Se la Pietra dovesse finire nelle mani del dio del Male, l'intero Magnamund potrebbe essere distrutto e cadere sotto il dominio delle forze oscure.
Lupo Solitario è quindi costretto a tornare nel Pianeta delle Tenebre, per recuperare il più prezioso manufatto mai realizzato al mondo: la pietra creata da una razza di semidei (gli Shianti), arrivati nel Magnamund prima della comparsa dell'uomo.

## Edizione
- Joe Dever, L'ira di Naar, traduzione di Laura Pelaschiar McCourt, Collana Librogame, Edizioni EL, 1993,  cap. 350, ISBN 88-7068-653-1.